# Saint-Tugdual
Saint-Tugdual é uma comuna francesa na região administrativa da Bretanha, no departamento Morbihan. Estende-se por uma área de 20,18 km². Em 2010 a comuna tinha 379 habitantes (densidade: 18,8 hab./km²).